# Copa de Ucrania
La Copa de Ucrania (en ucraniano: Кубок України, Kubok Ukraïny) es el torneo futbolístico de rondas eliminatorias de Ucrania, se disputa cada año desde 1992 y es gestionada por la Asociación de Fútbol de Ucrania. El campeón accede a la cuarta ronda de clasificación de la Liga Europea de la UEFA y desde la temporada 2003/04 disputa con el campeón de la Liga Premier la Supercopa de Ucrania.
El actual y último campeón es el Shakhtar Donetsk que logró su decimoquinto título tras derrotar en la final de 2025 al F. C. Dinamo de Kiev por penaltis. La competencia se vio interrumpida dos temporadas por la Invasión rusa de Ucrania.

## Formato
El formato de la copa consta de dos etapas, una primera clasificación con dos rondas y el torneo principal de cuatro rondas y la final. La primera ronda del evento principal comienza en la ronda de treintaidosavos de final, que incluye clubes de la primera división (16) con otros 16 clubes de divisiones inferiores que se clasifican a través de las rondas preliminares. Ha habido algunas variaciones a este formato en la historia de la competición, pero la mayoría de las ediciones han optado por este modo de competición. Las primeras ediciones fueron con partidos de ida y vuelta, pero en el curso de la historia cambió a un solo partido por ronda. En algunas ediciones últimas se decidió disputar un partido de desempate para evitar el caso de una definición por penales.
Por lo general, los equipos de divisiones inferiores suelen disputar las rondas como local, en el caso de ser partido único, o el partido de ida en su propio estadio en el caso de que sean rondas a doble partido. La final se disputa a partido único que, tradicionalmente, se juega en el estadio nacional Olimpiysky. Sin embargo, durante la preparación del estadio para la Eurocopa 2012, esta tradición ha sido suspendida mientras se efectuaban las renovaciones del estadio y la final se disputó en sedes sorteadas previamente.

## Palmarés

### República Independiente
| Temporada       | Campeón                                   | Resultado                                 | Finalista                                 | Sede de la final                          |
| --------------- | ----------------------------------------- | ----------------------------------------- | ----------------------------------------- | ----------------------------------------- |
| 1992            | Chernomorets Odessa                       | 1 - 0                                     | Metalist Járkov                           | Estadio Republicano, Kiev                 |
| 1992–93         | Dinamo de Kiev                            | 2 - 1                                     | Karpaty Lviv                              | Estadio Republicano, Kiev                 |
| 1993–94         | Chernomorets Odessa                       | 0 - 0 (5-3 pen.)                          | Tavriya Simferopol                        | Estadio Republicano, Kiev                 |
| 1994–95         | Shakhtar Donetsk                          | 1 - 1 (7-6 pen.)                          | Dnipro Dnipropetrovsk                     | Estadio Republicano, Kiev                 |
| 1995–96         | Dinamo de Kiev                            | 2 - 0                                     | Nyva Vinnytsia                            | Estadio Olímpico, Kiev                    |
| 1996–97         | Shakhtar Donetsk                          | 1 - 0                                     | Dnipro Dnipropetrovsk                     | Estadio Olímpico, Kiev                    |
| 1997–98         | Dinamo de Kiev                            | 2 - 1                                     | Arsenal Kiev                              | Estadio Olímpico, Kiev                    |
| 1998–99         | Dinamo de Kiev                            | 3 - 0                                     | Karpaty Lviv                              | Estadio Olímpico, Kiev                    |
| 1999–2000       | Dinamo de Kiev                            | 1 - 0                                     | Kryvbas Kryvyi Rih                        | Estadio Olímpico, Kiev                    |
| 2000–01         | Shakhtar Donetsk                          | 2 - 1                                     | Arsenal Kiev                              | Estadio Olímpico, Kiev                    |
| 2001–02         | Shakhtar Donetsk                          | 3 - 2                                     | Dinamo de Kiev                            | Estadio Olímpico, Kiev                    |
| 2002–03         | Dinamo de Kiev                            | 2 - 1                                     | Shakhtar Donetsk                          | Estadio Olímpico, Kiev                    |
| 2003–04         | Shakhtar Donetsk                          | 2 - 0                                     | Dnipro Dnipropetrovsk                     | Estadio Olímpico, Kiev                    |
| 2004–05         | Dinamo de Kiev                            | 1 - 0                                     | Shakhtar Donetsk                          | Estadio Olímpico, Kiev                    |
| 2005–06         | Dinamo de Kiev                            | 1 - 0                                     | Metalurg Zaporizhia                       | Estadio Olímpico, Kiev                    |
| 2006–07         | Dinamo de Kiev                            | 2 - 1                                     | Shakhtar Donetsk                          | Estadio Olímpico, Kiev                    |
| 2007–08         | Shakhtar Donetsk                          | 2 - 0                                     | Dinamo de Kiev                            | Estadio Metalist, Járkov                  |
| 2008–09         | Vorskla Poltava                           | 1 - 0                                     | Shakhtar Donetsk                          | Dnipro Arena, Dnipropetrovsk              |
| 2009–10         | Tavriya Simferopol                        | 3 - 2                                     | Metalurg Donetsk                          | Estadio Metalist, Járkov                  |
| 2010–11         | Shakhtar Donetsk                          | 2 - 0                                     | Dinamo de Kiev                            | Estadio Yuvileiny, Sumy                   |
| 2011–12         | Shakhtar Donetsk                          | 2 - 1                                     | Metalurg Donetsk                          | Estadio Olímpico, Kiev                    |
| 2012–13         | Shakhtar Donetsk                          | 3 - 0                                     | Chernomorets Odessa                       | Estadio Metalist, Járkov                  |
| 2013–14         | Dinamo de Kiev                            | 2 - 1                                     | Shakhtar Donetsk                          | Oleksiy Butovskyi Vorskla, Poltava        |
| 2014–15         | Dinamo de Kiev                            | 0 - 0 (5-4 pen.)                          | Shakhtar Donetsk                          | Estadio Olímpico, Kiev                    |
| 2015–16         | Shakhtar Donetsk                          | 2 - 0                                     | Zarya Lugansk                             | Arena Lviv, Lviv                          |
| 2016–17         | Shakhtar Donetsk                          | 1 - 0                                     | Dinamo de Kiev                            | Estadio Metalist, Járkov                  |
| 2017–18         | Shakhtar Donetsk                          | 2 - 0                                     | Dinamo de Kiev                            | Dnipro Arena, Dnipropetrovsk              |
| 2018–19         | Shakhtar Donetsk                          | 4 - 0                                     | Inhulets Petrove                          | Slavutych-Arena, Zaporiyia                |
| 2019–20         | Dinamo de Kiev                            | 1 - 1 (8-7 pen.)                          | Vorskla Poltava                           | Estadio Metalist, Járkov                  |
| 2020–21         | Dinamo de Kiev                            | 1 - 0                                     | Zaryá Lugansk                             | Ternopilsky Misky Stadion, Ternópil       |
| 2021–22 2022–23 | Cancelada por la Invasión rusa de Ucrania | Cancelada por la Invasión rusa de Ucrania | Cancelada por la Invasión rusa de Ucrania | Cancelada por la Invasión rusa de Ucrania |
| 2023–24         | Shakhtar Donetsk                          | 2 - 1                                     | Vorskla Poltava                           | Avanhard Stadium, Rivne                   |
| 2024–25         | Shakhtar Donetsk                          | 1 - 1 (6-5 pen.)                          | Dinamo de Kiev                            | Central Stadium, Zhitómir                 |

## Títulos por club
- Títulos tras la independencia del país en la temporada 1992.

| Club                     | Campeón | Años campeón                                                                             | 2° | Años subcampeón                    |
| ------------------------ | ------- | ---------------------------------------------------------------------------------------- | -- | ---------------------------------- |
| FC Shakhtar Donetsk      | 15      | 1995, 1997, 2001, 2002, 2004, 2008, 2011, 2012, 2013, 2016, 2017, 2018, 2019, 2024, 2025 | 6  | 2003, 2005, 2007, 2009, 2014, 2015 |
| FC Dinamo de Kiev        | 13      | 1993, 1996, 1998, 1999, 2000, 2003, 2005, 2006, 2007, 2014, 2015, 2020, 2021             | 6  | 2002, 2008, 2011, 2017, 2018, 2025 |
| FC Chernomorets Odessa   | 2       | 1992, 1994                                                                               | 1  | 2013                               |
| FC Vorskla Poltava       | 1       | 2009                                                                                     | 2  | 2020, 2024                         |
| SC Tavriya Simferopol    | 1       | 2010                                                                                     | 1  | 1994                               |
| FC Dnipro Dnipropetrovsk | -       | -----                                                                                    | 3  | 1995, 1997, 2004                   |
| FK Karpaty Lviv          | -       | -----                                                                                    | 2  | 1993, 1999                         |
| FC Arsenal Kiev          | -       | -----                                                                                    | 2  | 1998, 2001                         |
| FK Metalurg Donetsk †    | -       | -----                                                                                    | 2  | 2010, 2012                         |
| FC Zarya Lugansk         | -       | -----                                                                                    | 2  | 2016, 2021                         |
| FC Metalist Járkov †     | -       | -----                                                                                    | 1  | 1992                               |
| FC Kryvbas Kryvyi Rih    | -       | -----                                                                                    | 1  | 2000                               |
| PFK Metalurg Zaporizhia  | -       | -----                                                                                    | 1  | 2006                               |
| FC Nyva Vinnytsia        | -       | -----                                                                                    | 1  | 1996                               |
| FC Inhulets Petrove      | -       | -----                                                                                    | 1  | 2019                               |

- † Equipo desaparecido.